# Rocío Vidal
Rocío Vidal Chica (Barcelona, 6 de marzo de 1989) es una historietista e ilustradora española, organizadora de las jornadas KBOOM! de cómic independiente y excolaboradora de la revista satírica El Jueves. Es conocida por su obra en solitario Machistadas.

## Carrera
Rocío Vidal es licenciada en Bellas Artes en la Universidad de Barcelona. Desde una edad muy temprana comenzó a interesarse por el cómic y a la edad de 14 comenzó a publicar fanzines y obras autoeditadas.
Con el paso de los años fue ahondando de forma más profesional en la industria del cómic, ahondando en esta de diversas formas: trabajando como autora, formando parte del consejo de redacción de la antología de cómic independiente Sextories y ejerciendo como colaboradora habitual de la revista satírica El Jueves, puesto que desempeñó hasta su despido en 2023.
En febrero de 2019 lanzó junto con la editorial Plan B su obra Machistadas, una novela gráfica que reivindica las situaciones de machismo y micromachismos a las que hacen frente hombres y mujeres en la sociedad actual.
En 2024 recibió el Premio Ciutat de Palma por su obra autobiográfica Gorda: el camino está lleno de curvas, la cual aborda la salud mental de la autora después de ser diagnosticada con un trastorno alimenticio con el que había convivido durante años.

## Obras
- El cuaderno de Tesla (con Evandro Rubert, 2009 a 2011)
- Doctor Wargh! (Antología, 2012)
- Sextories Fanzine #1-3 (Antología, 2012-?)
- Pandora's Box #13 (Antología, 2013)
- Colección Vendimia #5 (2015)
- Con los Ojos de un Niño (Antología, 2016)
- Promiscua (2017)[8]
- El Jueves #2145 (Antología, 2018)
- Sextories - Historias con chicha #1-3 (Antología, 2018-2019)
- Machistadas (2019)
- El Jueves #2231 (Antología, 2020)
- Gorda: el camino está lleno de curvas